# My Own Grave
"My Own Grave" - песня американской металкор-группы As I Lay Dying. Это первый сингл группы за шесть лет. Песня стала первым треком, выпущенным в составе с текущим вокалистом группы Тимом Ламбезисом после его тюремного срока в 2013 году, а также записанным вместе с Филом Сгроссо, Ником Хипа, Джорданом Манчино и Джошем Гилбертом после ухода Сгроссо из Wovenwar в 2016 году.

## Предыстория
В 2013 году Тим Ламбезис был арестован за попытку нанять киллера для убийства своей жены. После ареста остальные участники группы дистанцировались от Тима как в личном, так и в профессиональном плане и основали группу Wovenwar с вокалистом Oh, Sleeper Шейном Блэем. Группа выпустила два альбома Wovenwar и Honor Is Dead, прежде чем Сгроссо покинул коллектив из-за напряжённости, возникшей между ним и Ником Хипой, возникшей вследствие публичных реакций на арест Тима. В декабре 2016 года Ламбезис был освобождён и переведён на испытательный срок, после чего ог возобновил общение с участниками группы и принёс свои извинения. После нескольких месяцев сомнений участники группы сначала встретитлись по-отдельности и отметили позитивные изменения в характере Ламбезиса, в результате чего Сгроссо связался с Хипой и решил возродить их дружбу.
В 2017 году ходили слухи о планах Ламбезиса возобновить творчество As I Lay Dying в совершенно новом составе, но они не подтвердились. 7 июня 2018 года группа выпустила клип и песню, на следующий день опубликованную во всех стримминговых сервисах. В минималистичном клипе группа играет на белой сцене. 16 июня 2018 года группа выпустила видео на своём YouTube-канале, в котором рассказала о деталях их возвращения и предположила, что "My Own Grave" станет единственной песней группой после воссоединения.

## Принятие
Выход песни собрал достаточно полярные отклики. В первую очередь, критика относилась к аресту Ламбезиса, его последующему освобождению, моральных последствий поддержки, учитывая его преступление. Сайт новостей метал-музыки MetalSucks опубликовал статью, заявляющую, что никогда больше не будет публиковать новости о As I Lay Dying, и некоторые издания поддержали эту идею.
Вокалист Hatebreed Джейми Джаста в своём подскасте заявил, что не хочет поддерживать Ламбезиса, учитывая характер его преступления.
Сама песня была воспринята очень хорошо, а критики и поклонники очень высоко оценили как саму песню, так и факт возвращения группы. Клип набрал 1 миллион просмотров на YouTube всего за несколько дней после выхода.

## Участники
- Тим Ламбезис (англ. Tim Lambesis) – экстрим-вокал
- Фил Сгроссо (англ. Phil Sgrosso) – гитара
- Ник Хипа (англ. Nick Hipa) – гитара
- Джош Гилберт (англ. Josh Gilbert) – бас-гитара, вокал
- Джордан Манчино (англ. Jordan Mancino) – ударные

## Внешние ссылки
- Official Music Video